# The living tree
The living tree is het debuutalbum van de combinatie Jon Anderson en Rick Wakeman, zonder andere musici. Anderson en Wakeman maakten deel uit van de progressieve rock-muziekgroep Yes en van het alternatief Anderson Bruford Wakeman Howe. Het bestaansleven van Yes bood voor beide heren geen vaste ondergrond meer en in 2006 toerden de twee al samen, nadat pogingen om de oude samenstelling van Yes nieuw leven in te blazen mislukt waren en Wakeman te kennen had gegeven wereldtournees te laten voor wat ze zijn. Anderson had ondertussen een zware en langdurige astmaaanval en kon dus ook niet met Yes mee. In 2010 gingen Anderson en Wakeman weer samen het podiumpad op en namen dit album op. In eerste instantie zou het een album zijn dat oude Yesliederen en nieuwe muziek bevatte, de oude Yesliederen werden weggelaten en er kwam een album met nieuwe muziek. Wakeman schreef de muziek en nam die op, vervolgens ging het digitale pakketje naar Anderson, die zijn stem erop zette, vervolgens weer naar Wakeman, die het mixte, samen met Eric Jordan.
De muziek doet denken aan de new agemuziekperiode die Wakeman heeft gekend, weliswaar niet geheel met akoestische muziekinstrumenten zoals de piano, maar een zo dicht mogelijk benadering daarvan. Soms is te horen waarom Anderson een nieuwe tournee met Yes niet aan zou kunnen, de stem klinkt fragiel. Tijdens de opnamen is hij 67 jaar. Wakeman heeft het zonder Yes druk genoeg. Eerst met Gordon Giltrap, toen met Dave Cousins en in 2010 met Anderson. Een kleine toer van 21 optredens promootte het album, ook alleen Anderson en Wakeman. Daarvan verschenen opnamen op The living tree in concert (28-11-2011). 
De hoes is een ontwerp van Mark Wilkinson.

## Musici
- Jon Anderson – zang
- Rick Wakeman – toetsinstrumenten

## Muziek
Alle van Anderson, Wakeman

| Nr. | Titel                | Duur |
| --- | -------------------- | ---- |
| 1.  | Living tree (part 1) | 4:03 |
| 2.  | Morning star         | 4:30 |
| 3.  | House of freedom     | 5:37 |
| 4.  | Living tree (part 2) | 4:37 |
| 5.  | Anyway and always    | 3:51 |
| 6.  | 23/24/11             | 6:24 |
| 7.  | Forever              | 5:32 |
| 8.  | Garden               | 3:23 |
| 9.  | Just one man         | 4:46 |